# Замок Виттельсбах
Замок Виттельсбах (нем. Burg Wittelsbach) — родовой замок Виттельсбахов, в различное время занимавших должности пфальцграфов, герцогов, курфюрстов и королей Баварии и рейнских пфальцграфов. Разрушенный и окончательно оставленный в начале XIII века, он располагался в Обервиттельсбахе, входящем в настоящее время в состав города Айхах в современной немецкой федеральной земле Бавария.

## История
Ранняя история замка фактически неизвестна и окружена многочисленными преданиями. Согласно распространённой версии, название замка производно от имени Витило (нем. Vitilo), либо Витилис — министериала графов Шайерна, под управлением которого находились также замок Вартенберг под Эрдингом и так называемый Новый замок под Айхахом.
В 1119 году замок избрал своей резиденцией граф Шайерна Отто IV, с 1120 года официально именовавший себя Виттельсбахом (нем. von Wittelsbach). С другой стороны, наименование Witilinesbac встречается уже в 1115 году в грамоте императора Генриха IV, и указано как место рождения Отто IV.
Согласно другому преданию, в 1209 году замок был дотла сожжён как реакция на убийство короля Филиппа Швабского баварским пфальцграфом Отто VIII Виттельсбахом, и более не был восстановлен. Археологические изыскания, проведённые в 1978—1980 годах, однако, не смогли однозначно подтвердить эту теорию: так, следы разрушительного пожара обнаружены не были, вследствие чего ряд исследователей придерживается точки зрения, что замок по неизвестной причине был оставлен и затем в течение длительного времени использовался в качестве каменоломни, в том числе для возведения церковного здания.
В начале XV века на замковом холме была возведена дошедшая до наших дней паломническая капелла Девы Марии Победоносной (нем. Katholische Filialkirche Maria vom Siege), принадлежавшая Немецкому ордену и которая в Баварии считается своего рода «повинной церковью» Виттельсбахов, что, впрочем, также не находит документального подтверждения в исторических источниках.

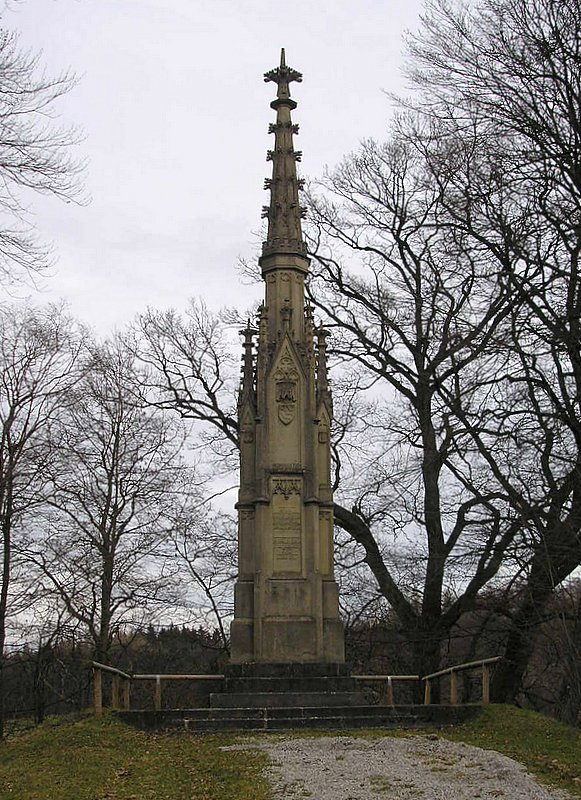
Памятник Виттельсбахам

Начиная с XVI столетия и вплоть до начала XIX века здесь существовало небольшое поселение крестьян и отставных солдат, ликвидированное ради возведения национально-баварского памятника по проекту Иосифа Даниэля Ольмюллера (нем. Joseph Daniel Ohlmüller, 1791—1839). 25 августа 1834 года памятник был торжественно открыт в присутствии многочисленной публики; по некоторым данным, в торжествах приняли участие порядка 20 тысяч человек. Неоготический обелиск, символизирующий колыбель баварского королевского дома и растиражированный на многочисленных литографиях, стал одной из излюбленных туристических целей региона. В сентябре 1857 года его, наконец, посетил один из Виттельсбахов — король Максимилиан II.
В 1978—1980 годах, в ходе подготовки выставки «Виттельсбахи и Бавария» здесь были проведены обширные изыскательские работы, вероятно, первые в своём роде на замковом холме. При этом был раскопан ряд фрагментов стен и фундаментов, которые — в целях наглядности — были укреплены и дополнены современной кирпичной кладкой, что должно дать посетителям представление о размерах несуществующего более строения.

## Описание
Поскольку исторических описаний, либо изображений замка не сохранилось, большинство сведений о его структуре является результатом современных археологических изысканий и реконструкций, согласно которым замок Виттельсбах состоял из вытянутого «основного» (главного и, вероятно, более старого) замка в восточной части холма и форбурга в его западной части, разделённых земляными рвами и валами, следы которых ещё можно наблюдать, и имел в длину примерно 200 метров и ширину до 50 метров. Оборонительная стена, возведённая из блоков песчаника, имела толщину около полутора метров.
Очертания замка, в основном, повторяют природные особенности холма и напоминают вытянутый с запада на восток полумесяц, постепенно расширяющийся на восток. При этом отвесный склон основного замка возвышается над окружающей местностью примерно на 20 метров. С юга холм был дополнительно защищен двойным рвом, что типично для раннесредневекового оборонительного строительства. Не исключено поэтому, что обустройство замкового холма восходит к укреплённому городищу эпохи завоевательных походов мадьяров первой половины X века; в окрестностях Аугсбурга известно исключительно высокое число такого рода сооружений. Большинство историков однако датирует возведение замка не ранее, чем 1000 годом, и связь с защитными городищами остаётся чисто спекулятивной, хотя баварские пфальцграфы, по всей видимости, действительно относительно часто использовали и возобновляли такого рода укрепления.

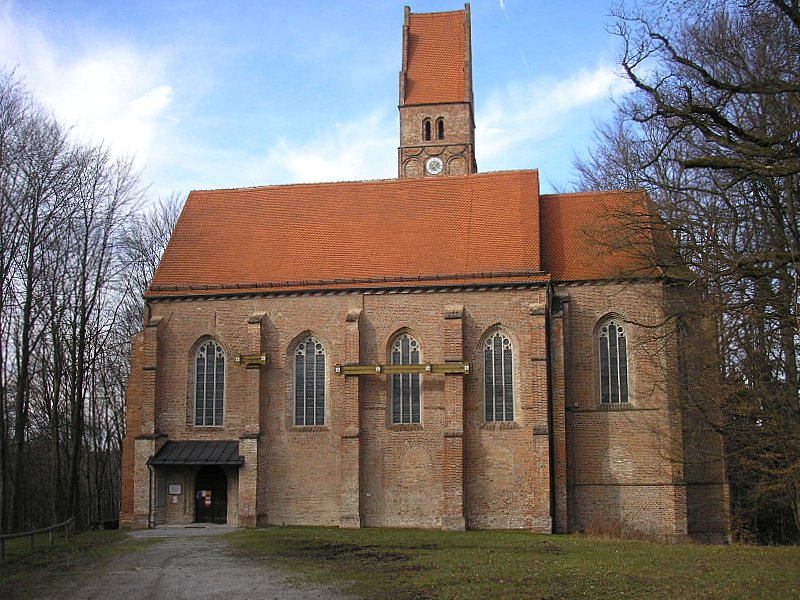
Капелла Девы Марии, так называемая «замковая капелла»

На краю засыпанного рва, примерно в центре «основного» замка располагается кирпичная позднеготическая однонефная капелла, фасады которой были перестроены в соответствии со вкусами времени в начале XIX века. На некотором отдалении от неё — памятник Виттельсбахам в форме неоготического пинакля, украшенный надписью-посвящением «Seinem tausendjährigen Regentenstamme das treue Bayern» (рус. Тысячелетнему правящему дому — верноподданная Бавария).